# Frank M. Dixon
Frank Murray Dixon, född 25 juli 1892 i Oakland, Kalifornien, död 11 oktober 1965 i Birmingham, Alabama, var en amerikansk politiker (demokrat). Han var den 40:e guvernören i Alabama 1939–1943.
Dixon växte upp som son till en baptistpredikant, gick i skola i Phillips Exeter Academy, avlade sin grundexamen vid Columbia University och slutligen 1916 juristexamen vid University of Virginia. En kort tid därefter gifte han sig med Juliet Perry och paret fick en son och en dotter. I första världskriget sårades Dixon svårt år 1918 och ett ben måste amputeras.
Bibb Graves besegrade Dixon i demokraternas primärval inför guvernörsvalet i Alabama 1934. Fyra år senare vann Dixon guvernörsvalet och efterträdde Graves som guvernör i januari 1939. Den militära upprustningen i samband med andra världskriget ledde till en markant högkonjunktur i Alabama. Tack vare militärindustrin nåddes full sysselsättning i delstaten. En del arbetslösa hade dessutom tagit värvning i USA:s militär. Dixon var emot Franklin D. Roosevelts tredje och fjärde mandatperioder som president. Han var motståndare till fackföreningsrörelsen och till afroamerikanernas medborgerliga rättigheter. Som guvernör efterträddes han av Chauncey Sparks i januari 1943. I presidentvalet i USA 1948 stödde Dixon dixiekraten Strom Thurmond.